# Andy Selway
Andy Selway (n. 3 septembrie 1970, Luton, Anglia, Regatul Unit) este un muzician englez, cel mai bine cunoscut pentru munca sa în trupa germană KMFDM.